# Коуржим
Ко́уржим (чеш. Kouřim [ˈkou̯r̝ɪm], бывш. нем. Gurim, уст. Kaurzim) — город в районе Колин Среднечешского края Чехии, в 45 километрах на восток от Праги.

## История
Окрестности города были населены ещё в неолите, в VI веке сюда пришли славяне из племени зличан, в VII веке на месте старого славянского поселения на берегах речки Коуржимки возникло городище Стара-Коуржим. Большое и хорошо укрепленное городище зличан стало конкурентом чешского центра — Праги. Кристианова легенда сообщает о поединке зличанского князя Радслава с чешским князем Вацлавом, в котором испуганный божьим знамением Радслав сдался без боя. Окончательно зличан победил брат Вацлава Болеслав I Грозный, впоследствии княжество переходит во владение рода Славниковичей, которые построили новое городище на пригорке над излучиной речки, Старая Коуржим была покинута в 938 году. Славниковичи оказались опасными конкурентами рода Пршемысловичей, конфликт закончился истреблением Славниковичей в Либице в 995 году, после чего коуржимская область окончательно вошла в состав чешского государства. Новыми хозяевами был основан хорошо укрепленный замок на месте впадения в Коуржимку Жданицкого ручья — важный административный центр растущего чешского княжества. Замок был разрушен при подавлении восстания князя Депольта III (из младшей ветви Пршемысловичей) против чешского князя, впоследствии короля, Пршемысла I Отакара.
Современный город Коуржим был основан, по всей видимости, королём Вацлавом I Одноглазым в 1260 году. Коуржим был одним из крупнейших чешских королевских городов. Расцвет города, лишь ненадолго приостановленный гуситскими войнами, продолжался до 1547 года, когда город был наказан конфискациями за участие в восстании против Габсбургов. Окончательно город пришёл в упадок после 1620 года во время Тридцатилетней войны. Город был практически уничтожен, большая часть городского имущества досталась князю Карлу Лихтенштейнскому. Обезлюдевший город был несколько раз ограблен проходившими шведскими войсками.

## Достопримечательности
- Романско-готический костёл Святого Стефана, образец т.н. бургундского стиля. Построен во время основания города в 1260-х годах.
- Готическо-ренессансная колокольня, построена в 1525 году рядом с костёлом
- Остатки городской крепостной стены с сохранившимися Пражскими воротами
- Капелла Девы Марии Помогающей работы архитектора Сантини, построена в 1727 году на месте сожжения гуситами пяти монахов
- Готическо-ренессансный костёл Святой Троицы, построен в 1591 году
- Музей народной архитектуры под открытым небом

## Население
| Год  | Численность | Численность |
| ---- | ----------- | ----------- |
| 1869 | 2780        | [ 5 ]       |
| 1880 | 3174        | [ 5 ]       |
| 1890 | 3333        | [ 5 ]       |
| 1900 | 3130        | [ 5 ]       |
| 1910 | 2976        | [ 5 ]       |
| 1921 | 2875        | [ 5 ]       |
| 1930 | 2683        | [ 5 ]       |
| 1950 | 2400        | [ 5 ]       |
| 1961 | 2386        | [ 5 ]       |
| 1970 | 1998        | [ 5 ]       |
| 1980 | 1839        | [ 5 ]       |
| 1991 | 1799        | [ 5 ]       |
| 2001 | 1769        | [ 5 ]       |
| 2014 | 1850        | [ 6 ]       |
| 2016 | 1894        | [ 7 ]       |
| 2017 | 1882        | [ 8 ]       |
| 2018 | 1909        | [ 9 ]       |
| 2019 | 1885        | [ 10 ]      |
| 2020 | 1903        | [ 11 ]      |
| 2021 | 1908        | [ 12 ]      |
| 2022 | 1919        | [ 13 ]      |
| 2023 | 1985        | [ 14 ]      |
| 2024 | 1978        | [ 3 ]       |

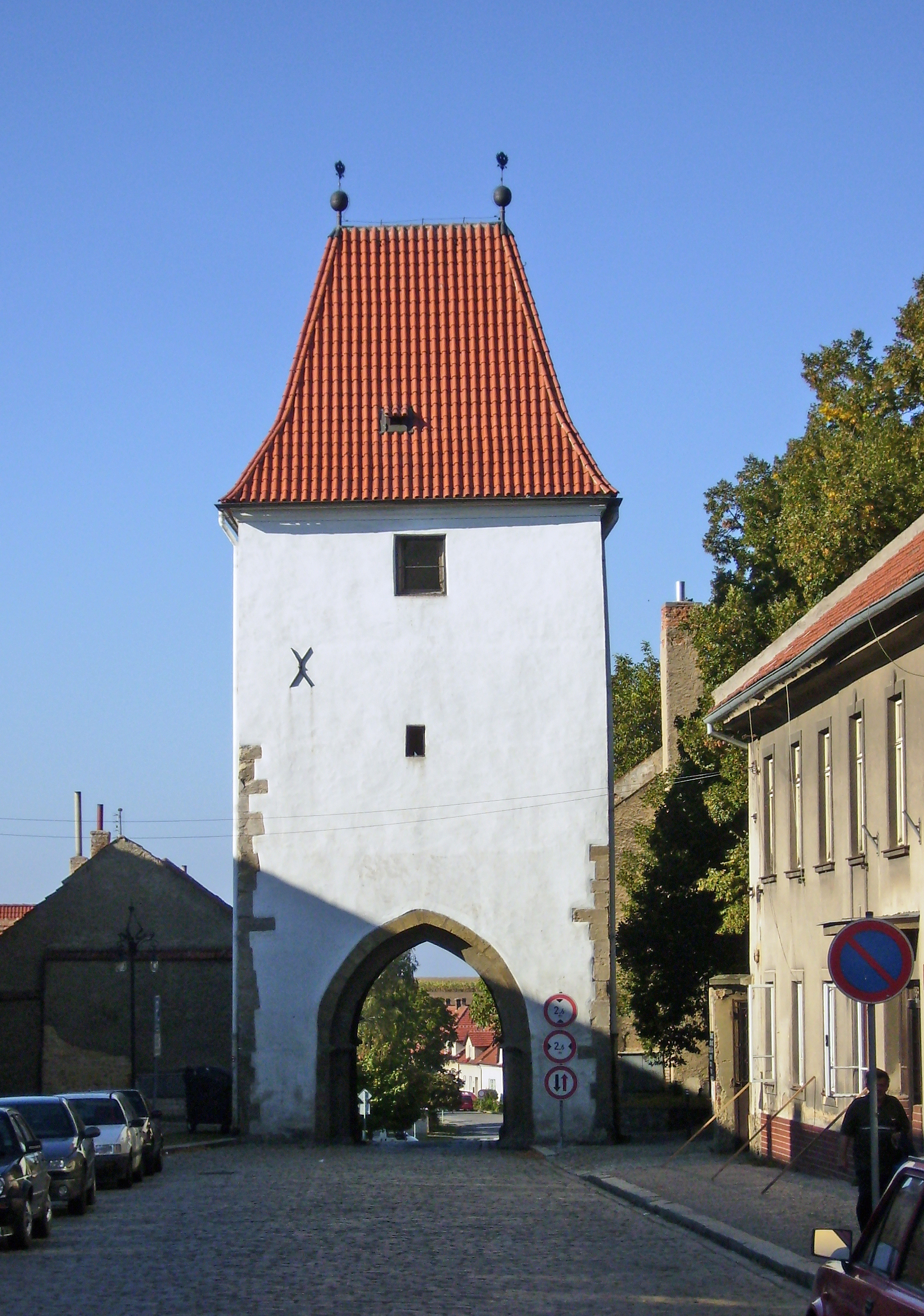
Пражские ворота
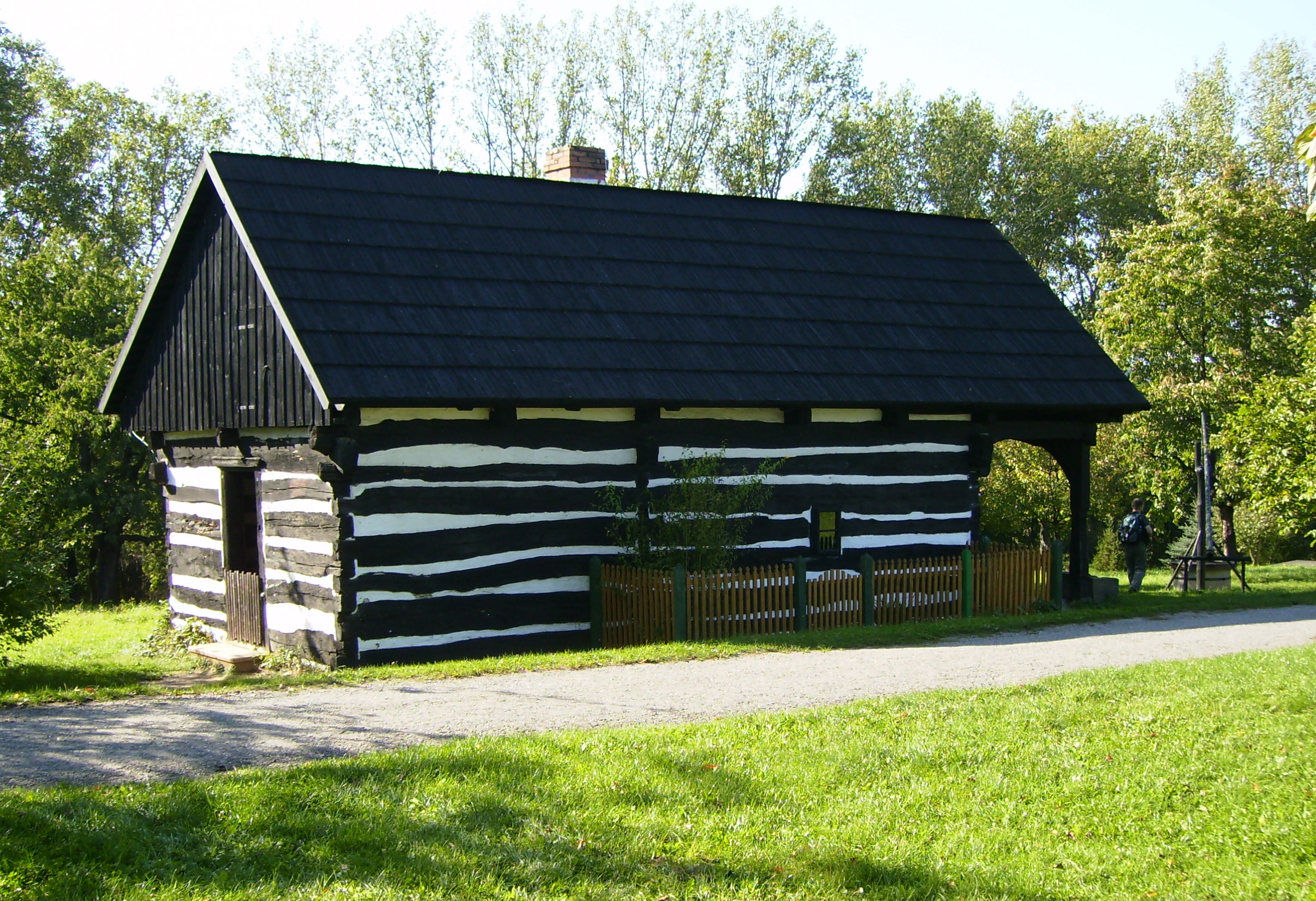
Музей народной архитектуры
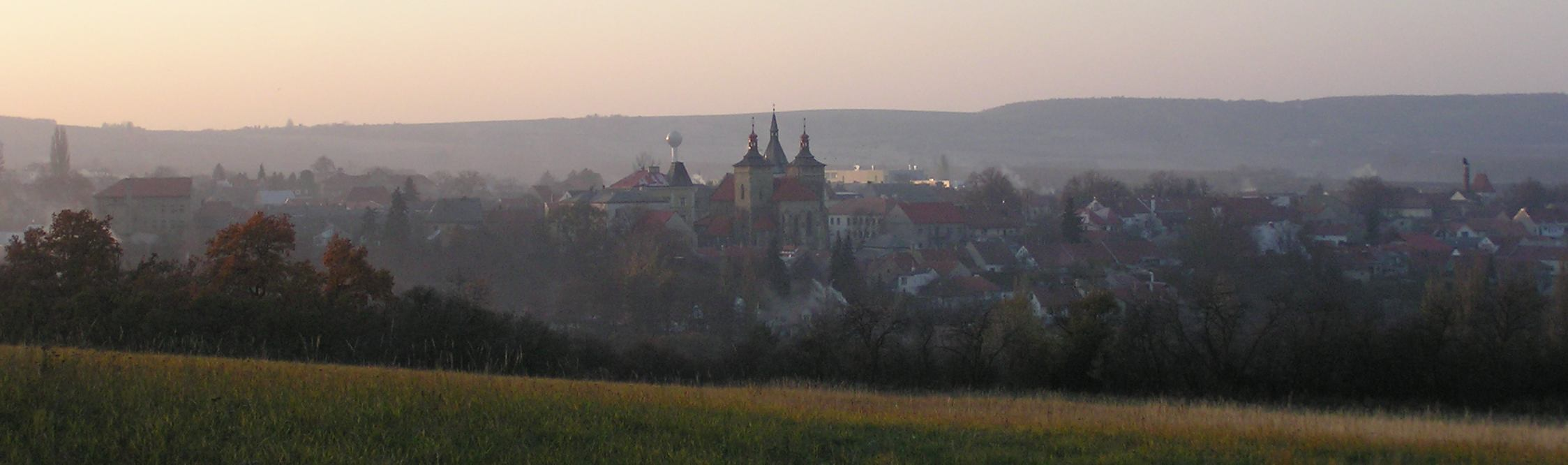
Вид на город
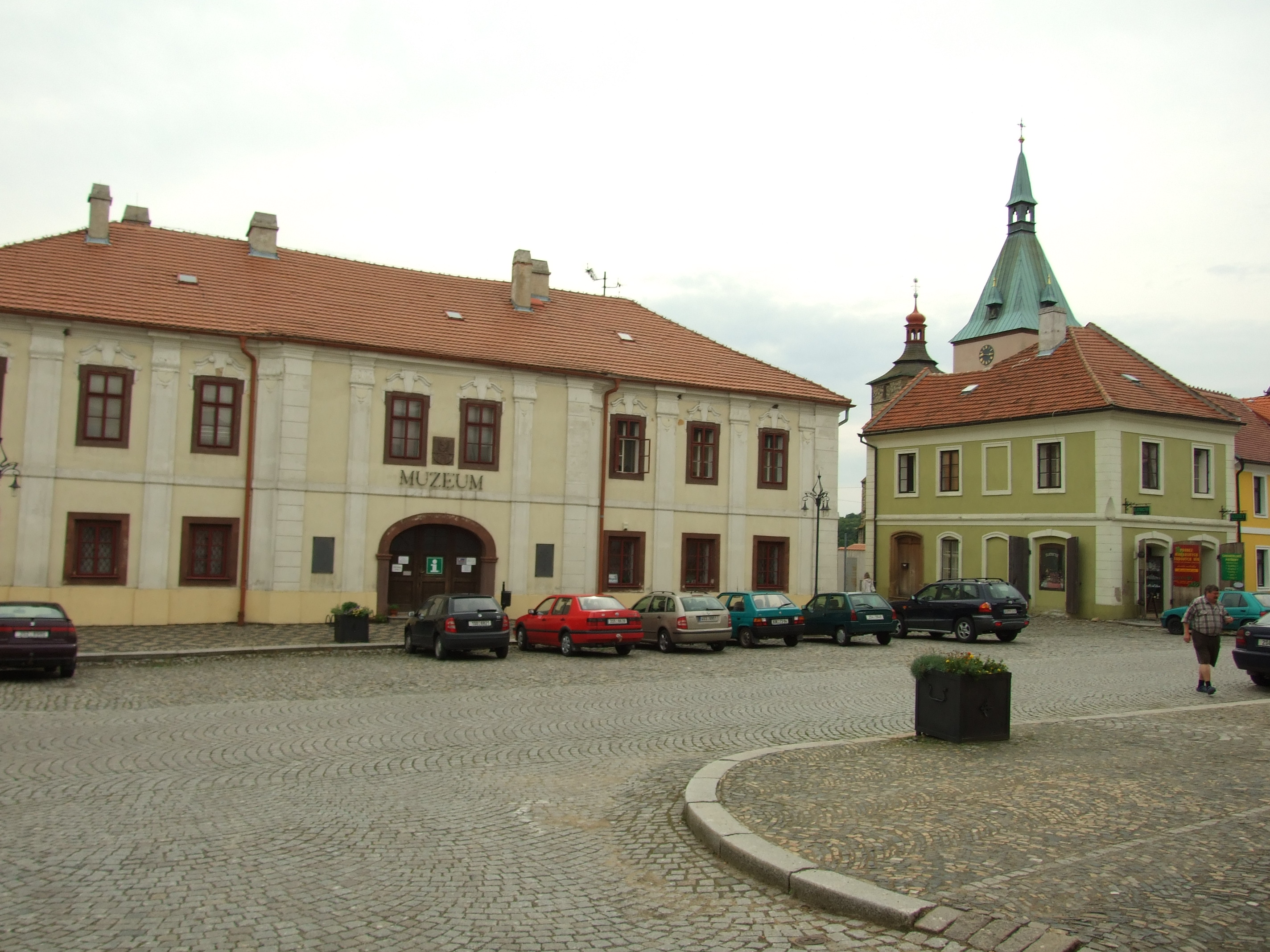
Музей в Коуржиме